# Romería del Santísimo Cristo del Sahúco
La Romería del Santísimo Cristo del Sahúco es una festividad religiosa de tradición católica que se celebra en el municipio de Peñas de San Pedro, en la provincia de Albacete, España. Es una de las romerías más importantes de Castilla-La Mancha y cuenta con una gran participación de fieles y devotos.

## Historia
La tradición de esta romería se remonta a siglos atrás, y está vinculada a la veneración del Santísimo Cristo del Sahúco, cuya imagen se encuentra en un santuario situado en la aldea de El Sahúco. La peregrinación se realiza cada año el primer lunes de Pentecostés, comenzando con la emocionante carrera de los andarines que portan la imagen del Cristo a través de los 15 kilómetros que separan Peñas de San Pedro del santuario.

## Desarrollo de la Romería
La jornada comienza con la salida de la imagen desde su santuario en el Sahúco, escoltada por los llamados "andarines", quienes la transportan en un recorrido a pie de 15 kilómetros hasta la iglesia parroquial de Peñas de San Pedro. A lo largo del trayecto, los participantes cantan y rezan, creando un ambiente de devoción y celebración.

## Fechas de la Romería
La Romería del Santísimo Cristo del Sahúco es una de las festividades más importantes y tradicionales de Peñas de San Pedro, en la provincia de Albacete. Esta romería se celebra en dos fechas clave cada año:
- Primer lunes de Pentecostés: En esta fecha, la imagen del Santísimo Cristo del Sahúco es trasladada desde su santuario en la aldea del Sahúco hasta la iglesia parroquial de Peñas de San Pedro. Este evento marca el inicio de la romería y es conocido como "la traída".

- 28 de agosto: Con los primeros rayos del sol, se realiza el traslado de la imagen del Cristo desde Peñas de San Pedro de vuelta a su santuario en el Sahúco. Este evento, conocido como "la llevada", es aún más multitudinario y espectacular que el traslado de primavera.

## Paradas en el Recorrido
Durante la marcha, los andarines realizan tres paradas en puntos clave del trayecto:
- El Pardalejo
- La Rambla
- El Puente La Solana

En cada parada, los habitantes de los caseríos y pueblos cercanos se congregan para ver la imagen y besar los pies del Cristo.

## Andarines
Los andarines son el alma y uno de los elementos más singulares de la Romería del Santísimo Cristo del Sahúco. Se trata de los devotos encargados del traslado a la carrera de la venerada imagen del Santísimo Cristo del Sahúco a lo largo de los aproximadamente 15 kilómetros que separan el santuario, ubicado en la aldea de El Sahúco, de la iglesia parroquial de Peñas de San Pedro (en la "llevada") y viceversa (en la "traída", aunque esta suele ser menos multitudinaria).
Su vestimenta tradicional es un distintivo fundamental de esta tradición:
- Camisa y pantalón blancos: Símbolo de pureza y devoción.
- Faja de colores: El azul es el color de faja más tradicional. También se pueden observar otros colores como el negro, el rojo y el blanco. Son anchas y se colocan alrededor de la cintura.
- Cinturón de cuero ancho: Una pieza esencial que proporciona soporte a la zona lumbar y protege los riñones durante el esfuerzo físico de la carrera.
- Pañuelo en la cabeza: Utilizado para protegerse del sol y el sudor. Tradicionalmente, el color del pañuelo suele ser el mismo que el de la faja.
- Alhábega y otras hierbas olorosas: Muchos andarines portan tallos de alhábega (albahaca) u otras hierbas aromáticas prendidas en sus cinturones o en las manos. Se cree que estas hierbas tienen propiedades protectoras y purificadoras, además de desprender un aroma característico durante la carrera.

La carrera de los andarines es un acto de fe y sacrificio. Corren con calzado ligero, portando en andas la imagen del Cristo, turnándose para llevar el peso. La velocidad y la resistencia son cruciales para completar el recorrido en un tiempo razonable. Este acto simboliza la urgencia y la devoción con la que los peñeros originales, según la tradición, trasladaron la imagen del Cristo desde el Sahuco hasta su pueblo.
La figura del andarín está rodeada de tradición y respeto. Muchos de ellos son jóvenes que continúan un legado familiar, transmitiendo de generación en generación la devoción al Cristo del Sahúco y el compromiso de participar en esta singular carrera. Su esfuerzo y fervor son un elemento central que atrae a miles de visitantes y devotos cada año a esta emotiva romería.

## El Santero
El santero es el encargado de organizar el traslado del Santísimo Cristo del Sahúco durante la romería. Su función principal es asignar los puestos de los andarines, quienes llevan la imagen a lo largo de los 15 kilómetros.

## Expresiones y Vítores
A lo largo de la carrera, los andarines y los fieles entonan vítores tradicionales como:
- ¡Viva el Santísimo Cristo del Sahúco!
- ¡Viva su Santísima Madre!
- ¡Palmas gandules! (grito característico del santero)
- ¡Siga el Santo! y ¡Adelante el Santo! (expresiones populares en los años 60 y 70)

## Himno al Santísimo Cristo del Sahúco
El himno al Santísimo Cristo del Sahúco es una composición tradicional que se canta con fervor durante la romería y otros actos religiosos. Existen dos versiones prácticamente idénticas del himno, una propia de Peñas de San Pedro y otra del Sahúco, que solo difieren en la denominación de los fieles al inicio de cada estrofa: «Cristianos de las Peñas» y «Cristianos del Sahúco», respectivamente.
Cristianos de las Peñas / del Sahúco  

cantemos con fervor  

un himno al Santo Cristo  

un himno al Redentor.  

Postrados a sus plantas  

con fe y amor filial  

cantemos sus bondades  

su inmensa caridad.  

Clavado en un madero  

su sangre derramó  

por dar al hombre vida  

un hombre Dios murió  

un hombre Dios murió.  

Cristianos de las Peñas / del Sahúco  

venid ante su altar  

y llenos de esperanza  

digamos sin cesar:  

¡Viva, viva el Santo Cristo! 

¡Viva nuestro Redentor! 

¡Viva, viva nuestro pueblo! 

¡Viva nuestra religión!
Ambas versiones se interpretan con la misma melodía y estructura, y reflejan el profundo sentimiento religioso y comunitario de los devotos de ambas localidades.

## Importancia y reconocimiento
La romería ha sido reconocida como una de las Fiestas de Interés Turístico de Castilla-La Mancha, debido a su tradición, el número de participantes y su significado cultural y religioso.

## Centro de interpretación Cristo del Sahúco
El Centro de interpretación Cristo del Sahúco se encuentra en la localidad de Peñas de San Pedro, en la provincia de Albacete, y fue inaugurado el 29 de diciembre de 2023. Este espacio museístico ofrece una experiencia inmersiva que permite al visitante conocer en profundidad la historia, el significado y las emociones que rodean a esta romería, declarada de Interés Turístico Regional.
El centro fue concebido como un lugar donde se puede revivir la romería durante todo el año, más allá de las fechas tradicionales del Lunes de Pentecostés y el 28 de agosto. A través de recursos audiovisuales, figuras de terracota, estandartes y otros elementos simbólicos, se recrea el fervor popular y la devoción al Santísimo Cristo del Sahúco.
El proyecto, que comenzó a gestarse en 2014 y cuya ejecución se inició en 2018, ha contado con una inversión cercana a los 350.000 euros, financiados mediante fondos europeos de desarrollo rural y aportaciones del Ayuntamiento de Peñas de San Pedro. Su creación ha supuesto un hito para la localidad, al consolidar un espacio permanente que preserva y difunde una de las tradiciones más arraigadas de la comarca.